# Comac C929
O Comac C929 é uma planejada família de aviões bimotores de fuselagem larga com alcance de 12.000 km (7.450 milhas). O avião comercial C929 terá entre 250 a 350 assentos e vem sendo desenvolvida pela chinesa Comac, para competir com o duopólio Airbus e Boeing. A construção do primeiro protótipo começou em setembro de 2021.
O programa foi desenvolvido anteriormente pela CRAIC (China-Russia Commercial Aircraft International Corporation), uma empresa conjunta entre a Comac e a UAC russa, e a aeronave era anteriormente conhecida como CRAIC CR929. Após as tensões entre os parceiros e as incertezas ligadas às sanções internacionais contra a Rússia, a Comac continua o programa independentemente da UAC.